# Adel Fellous

a Compétitions nationales et continentales officielles uniquement.

b Matchs officiels uniquement.
Adel Fellous, né le 16 février 1978 à Narbonne, est un joueur de rugby à XIII international français d'origine algérienne au poste de pilier ou de deuxième ligne, devenu consultant sportif. 
Formé au FC Lézignan puis Pia XIII, c'est avec ce dernier qu'il dispute durant trois saisons à partir de ses dix-huit ans le Championnat de France avant de rejoindre l'Union Treiziste Catalane, fruit de la fusion entre l'AS Saint-Estève et du XIII Catalan. Sélectionné dans l'effectif des Dragons Catalans lors de l'intégration du club perpignanais en Super League lors de la saison 2006, il prend part aux premiers succès du club et dispute la première finale de l'histoire du club en Challenge Cup de 2007, perdue contre St Helens. Il joue ensuite en Angleterre à Hull FC et aux Widnes Vikings avant de terminer sa carrière au FC Lézignan et une petite pige en rugby à XV à Leucate.
Parallèlement, Adel Fellous est un joueur régulier de l'équipe de France de 2001 à 2007 comptant vingt-deux sélections et un titre de Coupe d'Europe en 2005. Il ne dispute pas de Coupe du monde.
Après sa carrière sportive, il reste dans le rugby à XIII devenant consultant sportif sur la chaîne BeIn Sport. Il exerce également dans la fonction publique territoriale, d'abord comme chauffeur du maire de Narbonne puis en tant que responsable de la propreté des espaces publics du Grand Narbonne.

## Biographie et carrière
En 2008, il participe à la Coupe du monde. Il joue contre l'Écosse (victoire 36-18) en match de pool et contre les Samoa (défaite 10-42) lors des play-offs.
Fin des années 2010, il prend sa retraite sportive et travaille comme chauffeur pour le maire de Narbonne, Jacques Bascou. Son meilleur souvenir est un match à Perpignan contre les Dragons avec l'équipe d'Hull , qui s'est soldé par un nul 28-28.
Repérant chez le joueur « cet humour, cet enthousiasme, cette légèreté et cette gouaille », Rodolphe Pirès lui propose de travailler avec lui sur les matchs à domicile des Dragons catalans. 
Il devient donc consultant pour la chaine Beinsport en 2012.
Après la fin de sa carrière de joueur, Adel Fellous  s'oriente vers l'encadrement sportif. S'il est pressenti en 2019 pour rejoindre le club de Lattes, les Sharks, c'est finalement le club de Corbeil-Essonne qui l'intègre dans son staff en 2020.

## Palmarès
- Collectif :
  - Vainqueur de la Coupe d'Europe des nations : 2005 (France).
  - Vainqueur du Championnat de France : 2005 (Union treiziste catalane) et 2009 (Lézignan).
  - Vainqueur de la Coupe de France : 2004 et 2005 (Union treiziste catalane).
  - Finaliste de la Challenge Cup : 2007 (Dragons Catalans).
  - Finaliste du Championnat de France : 2002 et 2004 (Union treiziste catalane).

## Distinctions personnelles
- 2008 : Participation à la coupe du monde de rugby à XIII avec l'équipe de France (2 sélections)[Ref 3]